# Днепр (посёлок)
Днепр (бел. Днепр, Дняпро) — посёлок в составе Полыковичского сельсовета Могилёвского района Могилёвской области Республики Беларусь. Расположен на северной окраине города Могилёва.

## История
В начале 1930-х годов жители деревни Полыковичи 2 организовали в урочище Журавинка кирпично-черепичную артель, которая производила кирпичи, черепицу и глиняную посуду. Позже артель выросла в кирпичный завод «Днепр», около которого и возник посёлок. Во время Великой Отечественной войны с июля 1941 года по 28 июня 1944 года Днепр был оккупирован немецкими войсками. В 1990 году здесь насчитывалось 39 дворов и 118 жителей, относился к колхозу «Коминтерн» (центр в деревне Николаевка 2).